# Micrasiates

En bleu, les Micrasiates en 1910.

Les Micrasiates ou Grecs d’Asie Mineure sont les habitants de langue grecque ionienne, pontique ou cappadocienne, originaires d’Asie Mineure (en grec : Mikra Asia), considérés comme Grecs par le traité de Lausanne (1923) et, comme tels, expulsés vers la Grèce. Auparavant, dans l’Empire ottoman, ils faisaient partie de la « nation des Rûm » regroupant tous les chrétiens orthodoxes sous obédience du patriarcat œcuménique de Constantinople : certains étaient locuteurs du turc (on les appelait « karamanlides »). Les Micrasiates étaient plus nombreux le long des côtes, et par endroits majoritaires (Ionie autour de Smyrne, littoral pontique, sud de la Cappadoce).
Par métonymie, le terme est aussi appliqué à tous les réfugiés grecs originaires de Turquie, y compris ceux de Thrace et de Constantinople. L’ensemble des Grecs d’Anatolie a des origines diverses, depuis les Ioniens de l’Antiquité (d’où le nom de Yunanistan donné par les Turcs à la Grèce), en passant par les populations autochtones hellénisées durant la période hellénistique et christianisées sous l’Empire byzantin, et jusqu’aux hellénophones des îles grecques ou du Péloponnèse venus s’installer pour des raisons diverses (sécheresses, pirates, persécutions des États « latins ») en Anatolie ottomane.
Le terme, également utilisé comme adjectif, désigne plus particulièrement les réfugiés grecs expulsés de Turquie vers la Grèce à l'issue de la guerre gréco-turque (1919-1922) puis du traité de Lausanne de 1923, et leurs descendants. Officiellement, ils ne seraient plus aujourd’hui que 3 000 ou 2 000 en Turquie mais entre 1 200 000 et 1 600 000 en Grèce, dont 200 000 d’origine et de langue pontique ; environ autant ont, pendant et après la « Grande catastrophe » et le génocide grec pontique, disparu par mortalité de masse, par exil vers la diaspora (où leurs descendants se sont fondus dans les pays d’accueil) ou par turquification (conversion à l'islam et passage à la langue turque),.
En Grèce, les Micrasiates sont surtout concentrés dans le Nord (Macédoine occidentale, Macédoine centrale et Macédoine-Orientale-et-Thrace), dans les grandes villes (notamment au Pirée et à Salonique) et dans des villes plus petites où ils sont parfois majoritaires (Ptolémaïde, Bérée, Kilkis, Dráma, Xanthi, Komotini, Serrès, Alexandroupolis). La musique rebetiko est née dans les cafés fréquentés par ces Micrasiates, à la fin du XIXe siècle, d’abord à Smyrne et Constantinople en particulier, et ensuite, à partir des années 1920, en Grèce où elle s’est nourrie d’influences klephtes et populaires locales.

## Historique

### Origines
Les plus anciennes grandes migrations des Grecs en Anatolie datent de 1200 av. J.-C. et se traduisent par le peuplement de la côte ouest de l’Asie mineure par les Ioniens, les Doriens, les Achéens et les Éoliens, qui fondent près de 90 colonies sur la côte égéenne, (Phocée, Smyrne, Éphèse, Milet), autour de la Propontide et du Pont Euxin. Par la suite, durant les IVe et Ve siècles av. J.-C., l’empire perse achéménide étend son territoire et son influence jusqu’en Anatolie et ses colonies ioniennes, mais cela n’affecte pas les populations grecques (beaucoup de cités commencent par servir les Perses) ni les processus de colonisation et d’hellénisation.
En 334 av. J.-C., Alexandre le Grand commence ses conquêtes par l’Anatolie, qui se divise après sa mort en royaumes grecs ou de culture grecque dont ceux de Bithynie, de Cappadoce, de Pergame ou du Pont. Ces royaumes hellénistiques subsistèrent jusqu’à la conquête de l’Anatolie par les Romains, qui y pénétrèrent pour la première fois en l’an 189 av. J.-C. mais ne la soumirent tout entière qu’au Ier siècle de notre ère. Sous la domination romaine, l’hellénisation se poursuit, puis, au Ier siècle, l’apôtre Paul y introduit le christianisme et fonde de petites communautés chrétiennes dans des villes. En 325, le christianisme est proclamé religion officielle de l’Empire romain et lors du partage de l’empire, l’Asie Mineure, comprise dans l’Orient, forma le diocèse d’Asie.
Au VIIe siècle les califes conquirent l’actuel Kurdistan ; les Turcs Seldjoukides s’établirent au XIe siècle au centre de l’Anatolie et y fondèrent le sultanat de Roum, ne laissant aux empereurs grecs que le tiers nord-ouest du pays. Après 1204, l’Asie grecque forma les deux empires de Nicée et de Trébizonde.
En 1299, Osman Bey fonde l’Empire ottoman, organisé selon le système des milliyets et dont les provinces se multiplient au fil des conquêtes.

### Mode de vie sous l’Empire ottoman

#### Activités professionnelles
À l’origine, les Grecs d’Asie Mineure étaient pour la plupart des paysans, artisans, pêcheurs et marins. Beaucoup d’entre eux, pauvres, sont passés petit-à-petit à l’islam et à la langue turque, pour échapper aux obligations des non-musulmans (voir « Religion » plus bas). Ceux qui, étant commerçants, armateurs ou aristocrates, avaient les moyens de satisfaire ces obligations, sont restés chrétiens, ce qui fait qu’au XVIIIe siècle le nombre de non-musulmans d’Anatolie avait beaucoup diminué, mais beaucoup d’entre eux avaient un niveau économique et d’éducation plutôt élevé. Cela vaut tant pour les Micrasiates, que pour les Arméniens et les Juifs (les juifs passés à l’islam sont appelés Avdétis ou Dönmés). Les Ottomans se rendirent compte que ces personnes prospères accroissaient leur influence dans l’Empire et, dans le courant du XIXe siècle et au début du XXe siècle, ils limitèrent leur nombre dans l’administration et accrurent les taxes sur leurs commerces.

#### Culture
Les Grecs d’Anatolie avaient leur propre identité culturelle au sein de l’Empire ottoman. En effet, ils puisaient leur culture directement à l’influence de la Grèce, qui elle-même subissait l’influence de l’Occident. Les Phanariotes, par exemple, ont diffusé à Constantinople et dans les principautés chrétiennes vassales des Turcs, la philosophie des « Lumières ». Toutefois, les Micrasiates subissaient aussi l’influence orientale de l’Empire, avec un modèle familial très patriarcal et de nombreux aspects musicaux, vestimentaires ou culinaires empruntés aux Ottomans.

#### Religion

Métropoles du Patriarcat œcuménique de Constantinople et de celui d'Antioche en Anatolie vers 1880. Elles sont aujourd'hui vacantes, à l'exception de celles d'Istanbul, de Chalcédoine, des Îles des Princes, de Derkos, d'Imbros et de Ténédos ; quant au patriarche d'Antioche, il siège de nos jours à Damas en Syrie.

La majorité des Grecs d’Asie Mineure étaient chrétiens orthodoxes. Ils observaient donc ce culte dans des églises avec leurs popes. Les populations chrétiennes des Balkans, de l’Anatolie, de Syrie et d’Égypte devaient livrer à l’Empire leurs jeunes garçons pour son principal corps militaire : les Janissaires. Pour échapper à ce devchirmé ou « pédomazoma » - en grec moderne : παιδομάζωμα, « enlèvement des enfants », ainsi qu’au « Haraç » (double-capitation sur les non-musulmans) de nombreux chrétiens pauvres (Grecs, Arméniens, etc.) se convertissent à l’islam et adoptent la langue turque : ils deviennent Ottomans. Aux premiers siècles de son existence, l’Empire ottoman comptait une majorité de chrétiens (Slaves, Grecs, Arméniens, Caucasiens, Assyriens…). Ils jouaient un grand rôle dans le commerce et l’administration, et leur influence atteignait le palais du sultan. Ces « protégés » n’en étaient pas moins soumis à l’interdiction de posséder de la terre ou de porter les armes, et leur nombre s’est amenuisé à cause des conversions au cours des quatre à six siècles de domination musulmane.

### Déclin de l’Empire ottoman et montée des nationalismes

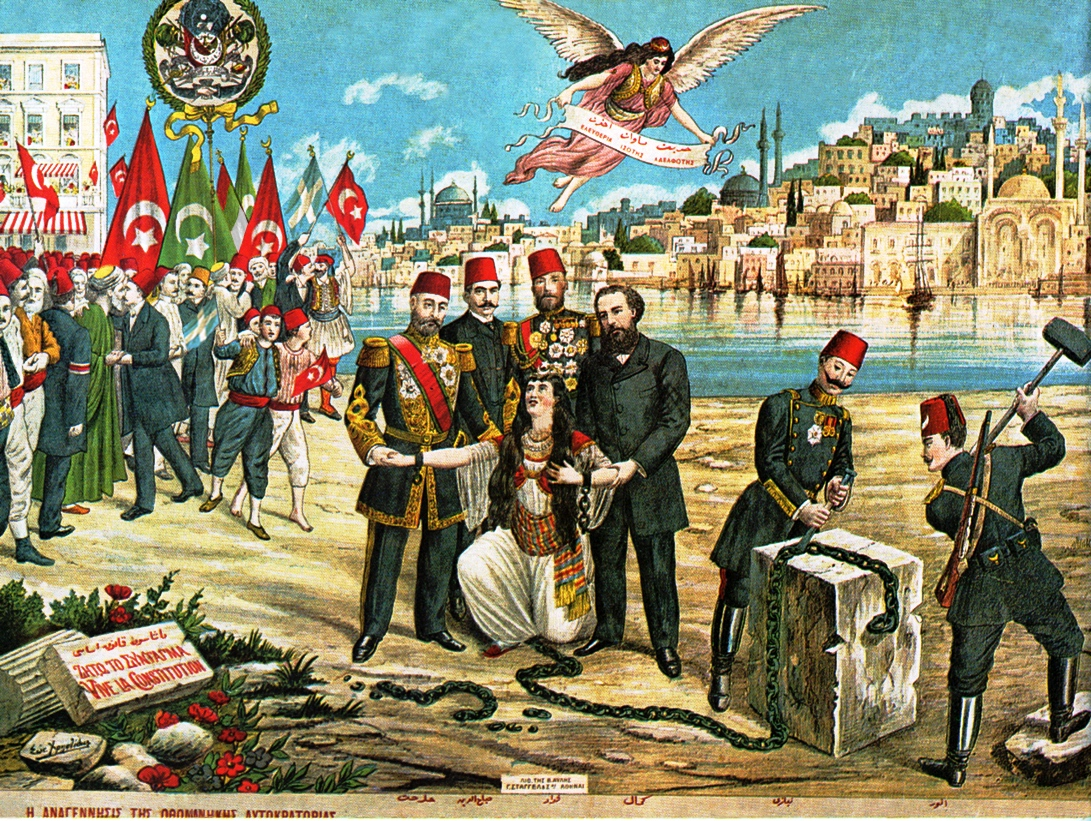
Didar-ı Hürriyet kurtarılıyor (la Liberté sauvée) : lithographie célébrant la révolution jeune-turque et représentant les sources d'inspiration du mouvement, Midhat Pacha, le prince Sabahaddin, Fuad Pacha et Namık Kemal, les chefs militaires Niyazi Bey et Enver Pacha, ainsi que le slogan « Liberté, égalité, fraternité » (hürriyet, müsavat, uhuvvet en turc, ελευθερία, ισότης, αδελφότης en grec).

L’empire ottoman connaît son apogée au XVIe siècle au temps de Soliman. Le déclin de l’empire s’amorce à partir du XVIIIe siècle sous la poussée autrichienne puis russe, accentué au cours du siècle suivant par les appétits grandissants des puissances chrétiennes. Simultanément, non sans encouragements russes, les chrétiens ottomans des Balkans commencent à manifester leur aspiration à l’émancipation, initialement collective puis progressivement différenciée selon leur culture hellénique, albanaise, serbe, slavo-macédonienne, bulgare ou roumaine,,,,.
En 1821, les chrétiens orthodoxes des Balkans, notamment Grecs et Roumains, se révoltèrent contre l’Empire ottoman et en 1827, la Grèce (centrale) obtient son indépendance tandis que les principautés roumaines augmentent leur autonomie. À partir de là, Grecs et Roumains sont animés respectivement par la « Grande Idée » (Μεγάλη ιδέα) et par l'« unification » (reîntregirea) : espoirs de réunir tous les Grecs ou tous les Roumains en un seul État-nation. Les Slaves des Balkans, eux aussi, ne cessent tout au long du XIXe siècle de revendiquer l'autonomie (que la Serbie obtient en 1817) et indépendance (que Serbie et Bulgarie obtiennent en 1878, en même temps que la Roumanie, grâce au soutien russe).
À la fin des guerres des Balkans et de la Première Guerre mondiale, l’Empire ottoman se trouve dans le camp des vaincus ce qui fait peser un risque réel de partage entre la Grèce, l’Arménie et les puissances coloniales occidentales (Traité de Sèvres). C’est ce risque qui aboutira à la levée de l’armée républicaine d’Atatürk qui renverse le sultan en 1922, fait abolir le Traité de Sèvres et le remplace par celui de Lausanne rendant obligatoire l’expulsion des populations chrétiennes survivantes hors d’Anatolie.

### Début duXXesiècle
Durant la Première Guerre mondiale, les Jeunes-Turcs, qui voient dans la population arménienne un obstacle à leurs aspirations panturquistes, commencent d’abord par la désarmer. Puis ils procèdent à des arrestations de centaines d'intellectuels et notables arméniens d'Istanbul en avril 1915, avant de les exécuter. Viennent ensuite les ordres de déportation des populations arméniennes, aussi bien dans les régions proches du front russe qu'en Anatolie centrale et occidentale. Bien que les Jeunes-Turcs parlent officiellement d'une simple relocalisation des Arméniens, la population est décimée durant ces déportations. Les Arméniens sont déplacés la plupart du temps à pied, dans de mauvaises conditions, subissant maladies et famine, attaqués par des bandes kurdes ou par les gendarmes eux-mêmes. Arrivés à Alep, ils sont répartis dans des camps où ils sont exterminés (notamment Chedaddiyé et Deïr-ez-or) dans le désert syrien. Les massacres sont orchestrés par les ordres du pouvoir Jeune-Turc. L'estimation du nombre de morts varie entre 600 000 et 1 500 000. Selon la plupart des spécialistes, environ les deux tiers de la population d'avant-guerre a disparu, soit 1 200 000 personnes.
À la fin de la guerre, le traité de Neuilly et celui de Sèvres donnent à la Grèce la Thrace et la région de Smyrne en Asie Mineure en raison de son peuplement largement hellénophone. Ainsi, l’armée grecque occupe la ville à partir du 15 mai 1919. Durant cette période, la Turquie est occupée par les Français, les Italiens et les Grecs. C’est dans ce climat de tension nationale que Mustapha Kemal devient un homme important sur la scène politique turque : il déclenche la guerre d'indépendance turque. Les Français et les Italiens ayant choisi de se retirer, moyennant des compensations économiques, c’est surtout contre les Grecs que la guerre est menée. Ces derniers, qui occupent déjà Smyrne et la Thrace, se déploient en Anatolie occidentale, fidèles à l’idéal de reconquête de l’ancien monde hellénique. C’est ainsi que l’armée turque remporte, en septembre 1921, une victoire difficile mais décisive sur les Grecs. Après l’effondrement militaire de la Grèce à Smyrne durant l’été 1922, la ville est prise par les troupes de Mustapha Kemal le 9 septembre 1922. Dans les dernières semaines de la guerre, les Grecs ottomans de l’intérieur se réfugient en masse à Smyrne, au rythme de plus de 20 000 par jour : ils sont plus de 200 000 le 8 septembre lorsque les dernières forces grecques quittent la ville. Il ne reste plus alors dans le port que des navires étrangers (anglais, français, italiens et américains). Les premières troupes turques arrivent le 9 septembre dans la ville, et les exactions commencent: jusqu'au 13 septembre, la ville est livrée aux pillages et aux meurtres contre les populations grecque et arménienne. Les navires européens au large refusent les réfugiés qui tentent de les accoster.
Le 13 septembre, un incendie éclate dans le quartier arménien. Il s'étend rapidement à toute la ville et échappe à tout contrôle : en une semaine, il détruit presque toute la ville et fait près de 2 000 morts. L'origine de ce désastre est fortement disputée : les Grecs et les Arméniens en imputent la responsabilité aux pillards turcs, tandis que les Turcs accusent les Grecs de s'être livrés à une politique de la terre brûlée pour éviter que leurs biens ne tombent aux mains des Turcs. De fait, ce type de pratique est attesté en Ionie à cette époque, et une commission d'enquête française reprend cette explication. Il faut néanmoins remarquer que, le 13 septembre, le quartier arménien était gardé par les troupes turques et que les Arméniens ne pouvaient circuler librement : c'est un des points soulignés par Horton, témoin oculaire qui accuse nommément l'armée turque de la destruction de Smyrne dans son ouvrage paru en 1926, The Blight of Asia. En septembre, la flotte grecque revient à Smyrne et évacue jusqu'au 1er octobre 180 000 réfugiés, prélude de l'échange de populations musulmanes et chrétiennes qui a lieu entre la Turquie et la Grèce l'année suivante.

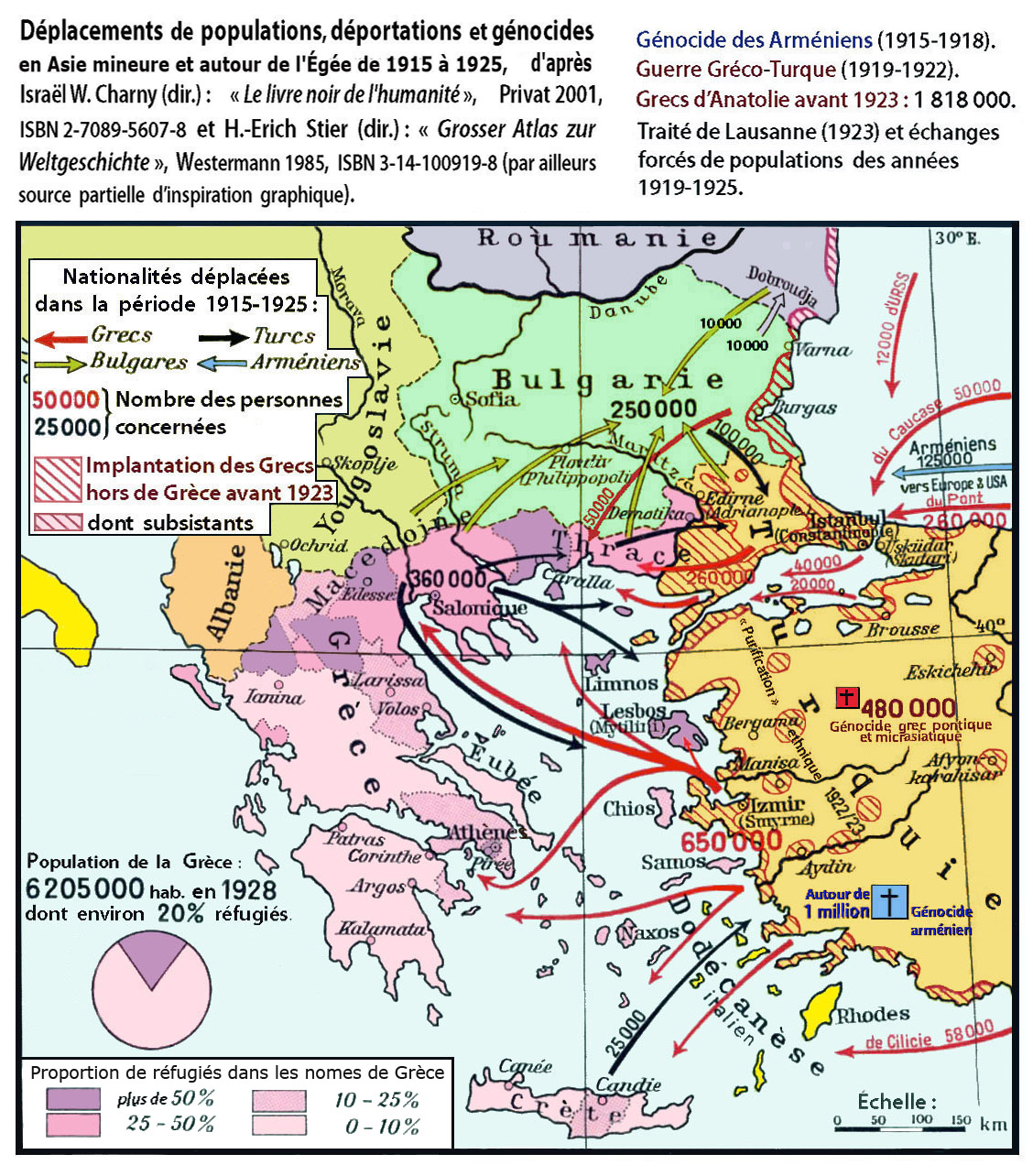
Conséquences démographiques du Traité de Lausanne.

La défaite grecque présage ce qui se passe durant les négociations de Lausanne qui aboutissent en 1923 à un traité de paix annulant le traité de Sèvres de 1920, et à la convention d’échange obligatoire des populations grecque et turque. En effet, en 1923, on peut estimer à 1,7 million le nombre de Grecs vivant en Turquie auxquels s'ajoutent 350 000 environ vivant à Constantinople. Le total des réfugiés est estimé à 1,5 million soit 25 % de la population du royaume hellénique à cette date. De leur côté, les Turcs de Grèce sont estimés à 512 000. C’est dans des conditions déplorables que l’échange a eu lieu. Beaucoup de déplacements ont été forcés, donnant lieu à pillages et exactions. Plus de 500 000 Grecs furent déportés, mais très peu survécurent. On appelle cet événement la « Grande catastrophe », car dans la précipitation, beaucoup de familles ont perdu leurs membres les plus faibles et tous leurs biens.

### Installation en Grèce

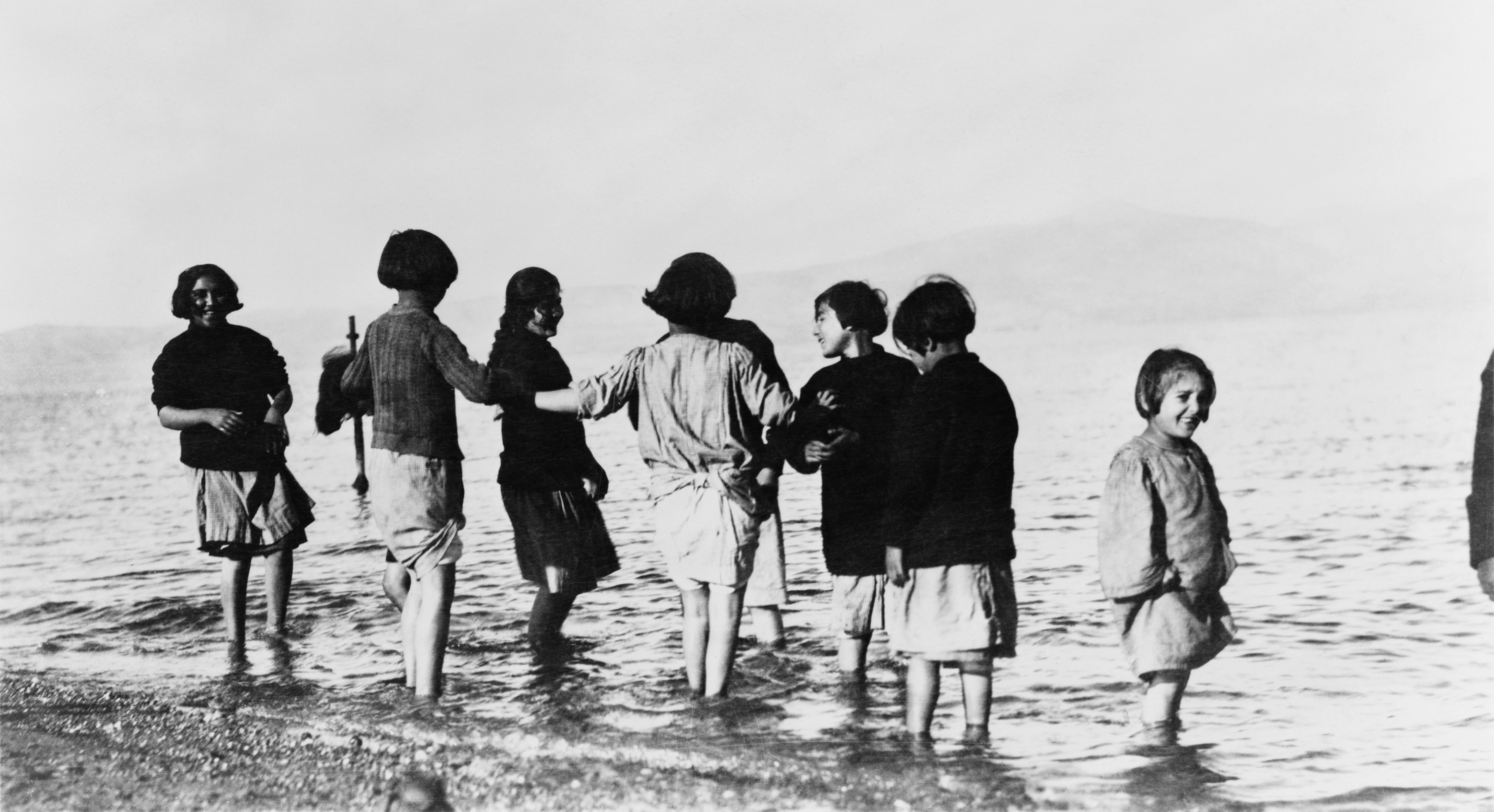
Enfants micrasiates et arméniens rescapés réfugiés en Grèce, à Marathon, en 1915.

Le royaume de Grèce n’était pas prêt à accueillir un afflux aussi considérable de réfugiés ayant absolument tout perdu, dont de nombreuses familles dispersées. L'État grec commença à en accueillir dès 1915 mais il faut attendre l'afflux de la « grande catastrophe » pour les décrets de réquisition de biens immobiliers, en novembre 1922. Le Pirée connut par exemple une énorme explosion urbaine. Des programmes de construction font sortir de terre des dizaines de milliers d'habitations pendant l'entre-deux-guerres, donnant lieu aux premiers plans d'urbanisme pour Athènes. Les conditions de vie des réfugiés furent très longtemps difficiles : en 1930, il restait 25 000 familles précaires dans la banlieue d'Athènes. Ces Grecs de Turquie furent essentiellement installés dans les banlieues des grandes villes et au nord de la Grèce d'où de nombreux habitants musulmans ou slavophones avaient été expulsés selon traité de Lausanne. Mais beaucoup ne trouvèrent pas de logement ni de travail, et partirent en diaspora.
Comme souvent dans le cas des personnes déplacées, ils ne furent pas bien accueillis par la population locale découvrant leurs spécificités culturelles et linguistiques, et craignant que leur afflux ne fasse baisser les salaires et monter les loyers : leur intégration socio-culturelle fut progressive bien qu'ils aient disposé du droit de vote dès 1923. Pour s'entraider, ils se sont regroupés en associations pour continuer à faire vivre leur culture et leurs traditions. Ce fut aussi le cas des Grecs pontiques réfugiés dans le Caucase et en URSS, dont beaucoup rallièrent la Grèce plus tard, fuyant la « terreur rouge » puis les déportations staliniennes.

## Héritage

### Musique, sport, littérature, cinéma
Les Grecs de Turquie ont souvent constitué des communautés lors de leur installation en Grèce, aussi bien qu'après leur émigration aux États-Unis par exemple. Ils se sont rassemblés en fonction de leur région ou ville d'origine dans les mêmes quartiers ou ont construit des villes nouvelles.
Ils ont répandu à travers le pays leur musique, donnant naissance au rebetiko ou l’influençant.
De nombreuses associations sportives ont été fondées par les Micrasiates dans leurs villes d'accueil. Certains clubs actuellement basés en Grèce, comme l'Apollon, le Panionios, l'AEK ou le PAOK, portent toujours le nom de la ville ou de la région où ils ont été fondés.
Depuis quelques décennies, les langues et les plumes se sont déliées au sujet de l’histoire des Grecs d’Asie Mineure. Et cela à travers le monde. Tout d’abord en Grèce, avec la romancière Didó Sotiríou née en 1909 en Turquie, qui décrivit avec réalisme et lucidité ce qu’on appelle la Grande catastrophe dans son roman Terres de sang.
En France, l’auteur Allain Glykos, dans ses livres Parle-moi de Manolis et Manolis de Vourla, évoque la destinée de son père qui, fuyant la Turquie étant enfant, est arrivé en Grèce pour enfin immigrer en France. Ainsi en écrivant ses livres, Allain Glykos fait vivre à travers l’âme de son père, toutes ces personnes qui ont fui, qui ont souffert mais il laisse aussi un merveilleux témoignage pour les générations présentes et celles qui suivent.
Enfin, aux États-Unis, Thea Halo (en) publie en 2000 Not Even My Name. Dans ce roman, elle suit le parcours de sa mère et rend compte des génocides des Arméniens, des Grecs pontiques et des Assyriens qui ont eu lieu pendant et après la Première Guerre mondiale. Thea Halo a la volonté de transmettre une vérité historique mais aussi une vérité culturelle en se focalisant sur la culture pontique. De nombreux essais universitaires ont aussi été publiés sur cette minorité d’Anatolie.
Au cinéma aussi on peut retrouver l’histoire de ces Grecs.
Le film Garçons d'Athènes (titre anglais From the Edge of the City, dialogues en grec et en russe) du réalisateur Constantínos Giánnaris, sorti en 1998 et comparé par certains critiques au film américain My Own Private Idaho, décrit la situation des Micrasiates en Grèce.
Dans En attendant les nuages (titre original Bulutları Beklerken, 2004, avec Ismail Baysan, Ruşan Kaliskur, Ridvan Yağçi), la réalisatrice Yeşim Ustaoğlu relate l’histoire d’une Grecque recueillie par une famille turque et qui passera toute sa vie sur ce territoire et qui sera fondue dans ce peuple sans plus vraiment savoir qui elle est jusqu’à ce qu’elle retrouve ses racines à la suite de la rencontre fortuite d’un Micrasiate pontique émigré, venu en visite pour revoir sa terre natale. Elle découvre qu’elle a un frère émigré à Salonique et court l’y retrouver, alors qu’elle a quasiment oublié le grec. Tout en nuances, le film dépasse les clichés manichéens et lève un coin de voile sur un passé aussi complexe que tragique, instrumentalisé par le nationalisme grec et nié violemment par le nationalisme turc (le film n’a pas été distribué dans les cinémas turcs et les médias se sont déchaînés contre la réalisatrice, accusée de « trahison » comme avant elle Ömer Asan qui avait soulevé le même "lièvre").
Le film de Tassos Boulmetis, Un ciel épicé (titre original Πολίτικη Κουζίνα, 2003) parle d’un homme ayant grandi à Istanbul mais qui a été chassé de Turquie enfant, après les émeutes des 6 et 7 septembre 1955 et après les violences à Chypre, mais qui garde au cœur la nostalgie de Constantinople, symbolisée par le parfum des épices que vendait son grand-père.
Un documentaire a par ailleurs été réalisé en 2000 par Maria Mavrikou, Le Voyage (titre original Tο Ταξίδι), relatant les visites de Micrasiates à Ayvalık, en Turquie, et de Turcs originaires de Crète à Rethymno, en Crète.

### Langue
Certains Grecs d’Asie Mineure avaient développé des langues propres en fonction du lieu de leur résidence. À leur venue en Grèce, ils ont essayé de maintenir leur langue comme faisant partie intégrante de leur culture. Bien sûr, certains d’entre eux ont dû parfois apprendre le grec moderne, ainsi c’était à chacun de savoir s’il voulait continuer de parler sa langue d’origine au sein de la famille. Cependant, plusieurs de ces langues sont devenues langues officielles comme le grec pontique. De même, récemment des ouvrages à dessein pédagogique ont été publiés pour que les enfants (et les adultes) apprennent le pontique.
Lors du recensement grec de 1928, il y avait 103 642 chrétiens orthodoxes turcophones réfugiés d'Asie Mineure, dont une moitié de Karamanlides, qui écrivaient le turc en caractères grecs. Les 193 premières éditions du quotidien Παμπροσφυγική / Pamprosfygiki, dont le public cible était les réfugiés micrasiates, furent publiées en turc karamanli. Il y avait en outre 240 695 réfugiés pontiques en provenance d'Anatolie, mais aussi du Caucase et de Russie. Selon Evangelia Adamou, du CNRS, des « réfugiés pontiques (…) ont appris et pratiqué les parlers slaves locaux lors de leur installation en Grèce au début du XXe siècle et (…) les parlent encore aujourd’hui dans certaines régions ».